# Hieracium jonesianum
Hieracium jonesianum es una especie de planta con flor del género Hieracium, de la familia Asteraceae, orden Asterales.

## Distribución
Hieracium jonesianum se distribuye por Gran Bretaña.

## Taxonomía
Fue descrita científicamente por Mc Cosh.
Tratamiento taxonómico
La especie aparece registrada y publicada en New J. Bot.